# Metropolitana di Osaka
La metropolitana comunale di Osaka (大阪市営地下鉄?, Ōsaka-shiei chikatetsu) è la rete metropolitana a servizio della città giapponese di Osaka. Ha uno sviluppo, al 2023, di 129,9 km e 123 stazioni lungo 8 linee, ma sono presenti diverse integrazioni con altre linee ferroviarie verso le città vicine. Fino a marzo 2018 era gestita dall'ufficio municipale dei trasporti di Osaka e da aprile 2018 dalla nuova società privata Osaka Metro.
Fra i 13 milioni di passeggeri giornalieri dell'area metropolitana di Osaka, la rete conta ogni giorno per circa 2,29 milioni di passeggeri. 
A differenza di altre linee metropolitane del Giappone, quella di Osaka utilizza per la maggior parte delle sue linee l'alimentazione a terza rotaia.

## Linee
Al momento la rete dispone di otto linee metropolitane, più un people mover.
| Colore & Icona | Colore & Icona              | Nome                                         | Nome                            | Sigla | Prima sezione aperta | Ultima estensione | Lunghezza (km) | Stazioni |
| -------------- | --------------------------- | -------------------------------------------- | ------------------------------- | ----- | -------------------- | ----------------- | -------------- | -------- |
| rosso          |                             | Via diritti di transito                      | Linea Kita-Ōsaka Kyūkō          | M     | 1970                 | 1970              | 5.9            | 4        |
| rosso          | Linea 1                     | Linea Midōsuji                               | 1933                            | M     | 1987                 | 24.5              | 20             |          |
| viola          |                             | Linea 2                                      | Linea Tanimachi                 | T     | 1967                 | 1983              | 28.1           | 26       |
| blu            |                             | Linea 3                                      | Linea Yotsubashi                | Y     | 1942                 | 1970              | 11.4           | 11       |
| verde scuro    |                             | Linea 4                                      | Linea Chūō (Yumehanna)          | C     | 1997                 | -                 | 2.4            | 1        |
| verde scuro    | 1961                        | Linea 4                                      | Linea Chūō (Yumehanna)          | C     | 2005                 | 15.5              | 13             |          |
| verde scuro    | Via diritti di transito     | Ferrovie Kintetsu Linea Keihanna (Yumehanna) | 1986                            | C     | 2006                 | 18.8              | 8              |          |
| rosa           |                             | Linea 5                                      | Linea Sennichimae               | S     | 1969                 | 1981              | 12.6           | 14       |
| marrone        |                             | Via diritti di transito                      | Ferrovie Hankyū Linea Senri     | -     | 1969                 | -                 | 13.6           | 11       |
| marrone        | Ferrovie Hankyū Linea Kyoto | Via diritti di transito                      | 1969                            | -     | -                    | 41.1              | 22             |          |
| marrone        | Linea 6                     | Linea Sakaisuji                              | K                               | 1969  | 1993                 | 8.5               | 10             |          |
| verde chiaro   |                             | Linea 7                                      | Linea Nagahori Tsurumi-ryokuchi | N     | 1990                 | 1997              | 15.0           | 17       |
| arancione      |                             | Linea 8                                      | Linea Imazatosuji               | I     | 2006                 | -                 | 11.9           | 11       |
| People mover   |                             |                                              |                                 |       |                      |                   |                |          |
| blu cielo      |                             | -                                            | Linea Nankō Port Town           | P     | 1997                 | -                 | 0.7            | 1        |
| blu cielo      | 1981                        | -                                            | Linea Nankō Port Town           | P     | 2005                 | 7.2               | 9              |          |

## Materiale rotabile
I treni della metropolitana di Osaka sono divisi in treni convenzionali (alimentati a terza rotaia o catenaria, per la linea Sakaisuji) e treni a motore lineare.

### Convenzionale
- serie 10: linea Midōsuji
- serie 20: linea Chūō
- serie 21 ("Nuova serie 20): linea Midōsuji
- serie 22 ("Nuova serie 20): linea Tanimachi
- serie 23 ("Nuova serie 20): linea Yotsubashi
- serie 24 ("Nuova serie 20): linea Chūō
- serie 25 ("Nuova serie 20): linea Sennichimae
- serie 30: linea Tanimachi
- serie 66: linea Sakaisuji
- serie 30000: linea Tanimachi e linea Midōsuji

### Motore lineare
- serie 70: linea Nagahori Tsurumi-ryokuchi
- serie 80: linea Imazatosuji

## Progetti futuri
Sono previsti prolungamenti sulle linee 3, 5, 7 e 8 e la realizzazione delle nuove linee Shikitsu-Nagayoshi e linea Naniwasuji. Non sono al momento certe le date di completamento o avvio dei lavori.
| Colore | Nome    | Nome                                   | Simbolo | Inizio         | Termine             | Lunghezza |
| ------ | ------- | -------------------------------------- | ------- | -------------- | ------------------- | --------- |
|        | Linea 3 | Linea Yotsubashi                       | Y       | Nishi-Umeda    | Jūsō                | 2.9       |
|        | Linea 5 | Linea Sennichimae                      | S       | Minami-Tatsumi | verso Mito          | (TBD)     |
|        | Linea 7 | Linea Nagahori Tsurumi-ryokuchi        | N       | Taishō         | Tsurumachi Yonchōme | 5.5       |
|        | Line 8  | Linea Imazatosuji                      | I       | Imazato        | Yuzato Rokuchōme    | 6.7       |
| (TBD)  | Linea 9 | Linea Shikitsu–Nagayoshi (provvisorio) | -       | Suminoekōen    | Kire-Uriwari        | 6.9       |

## Tariffe

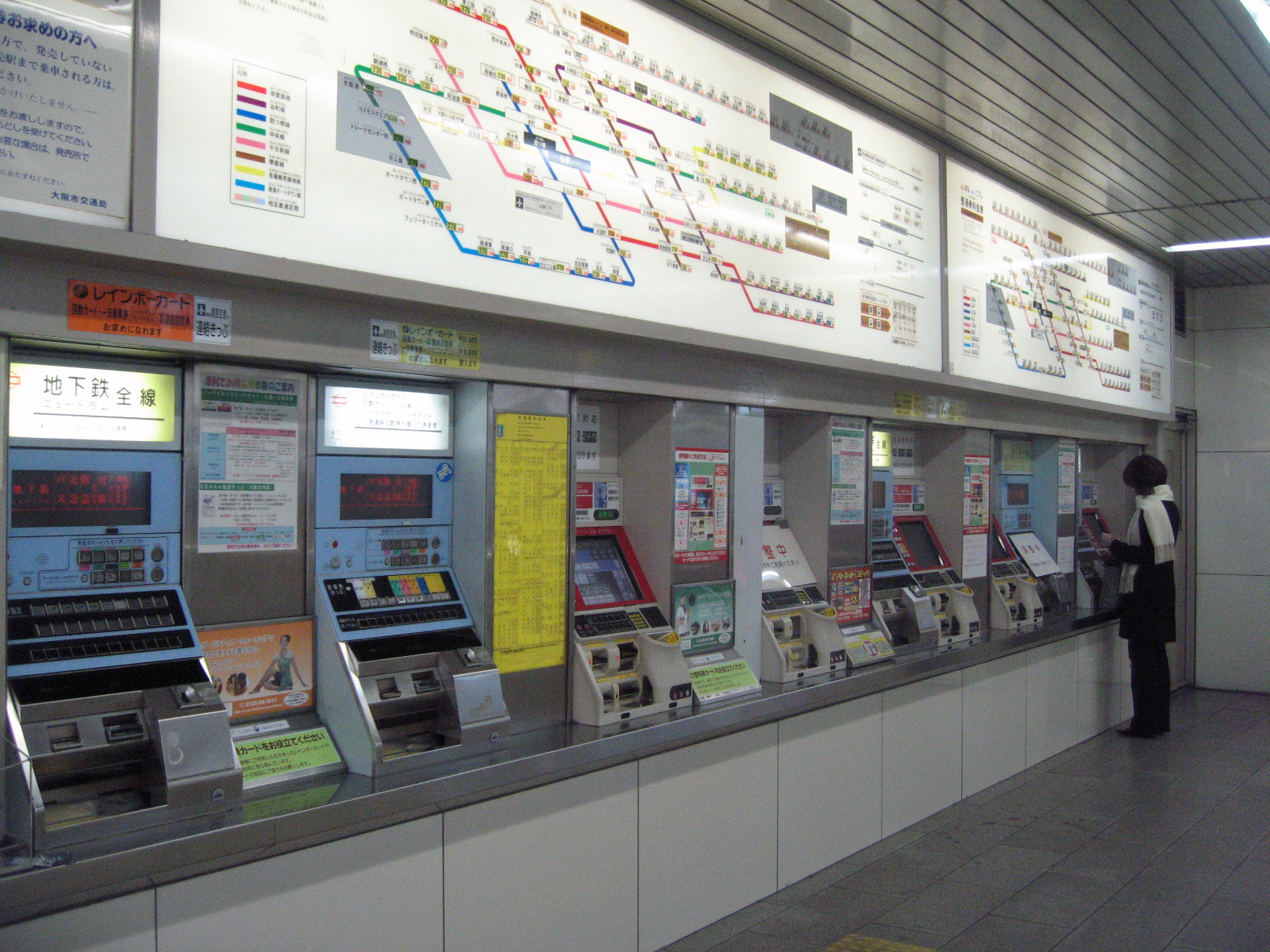
Biglietterie automatiche e tabelle dei prezzi alla stazione di Shinsaibashi

La metropolitana di Osaka ha tariffe incluse fra 200 yen e 350 yen per un singolo viaggio effettuato da un passeggero adulto e variano in base alla distanza percorsa. Sono presenti anche alcuni biglietti scontati. 
| Aree              | Tariffa (yen)                        |
| ----------------- | ------------------------------------ |
| Area 1 (1–3 km)   | - adulti: 200 yen - bambini: 100 yen |
| Area 2 (4–7 km)   | - adulti: 230 yen - bambini: 120 yen |
| Area 3 (8–13 km)  | - adulti: 270 yen - bambini: 140 yen |
| Area 4 (14–19 km) | - adulti: 310 yen - bambini: 160 yen |
| Area 5 (20–25 km) | - adulti: 360 yen - bambini: 180 yen |